# Bertelmanplein

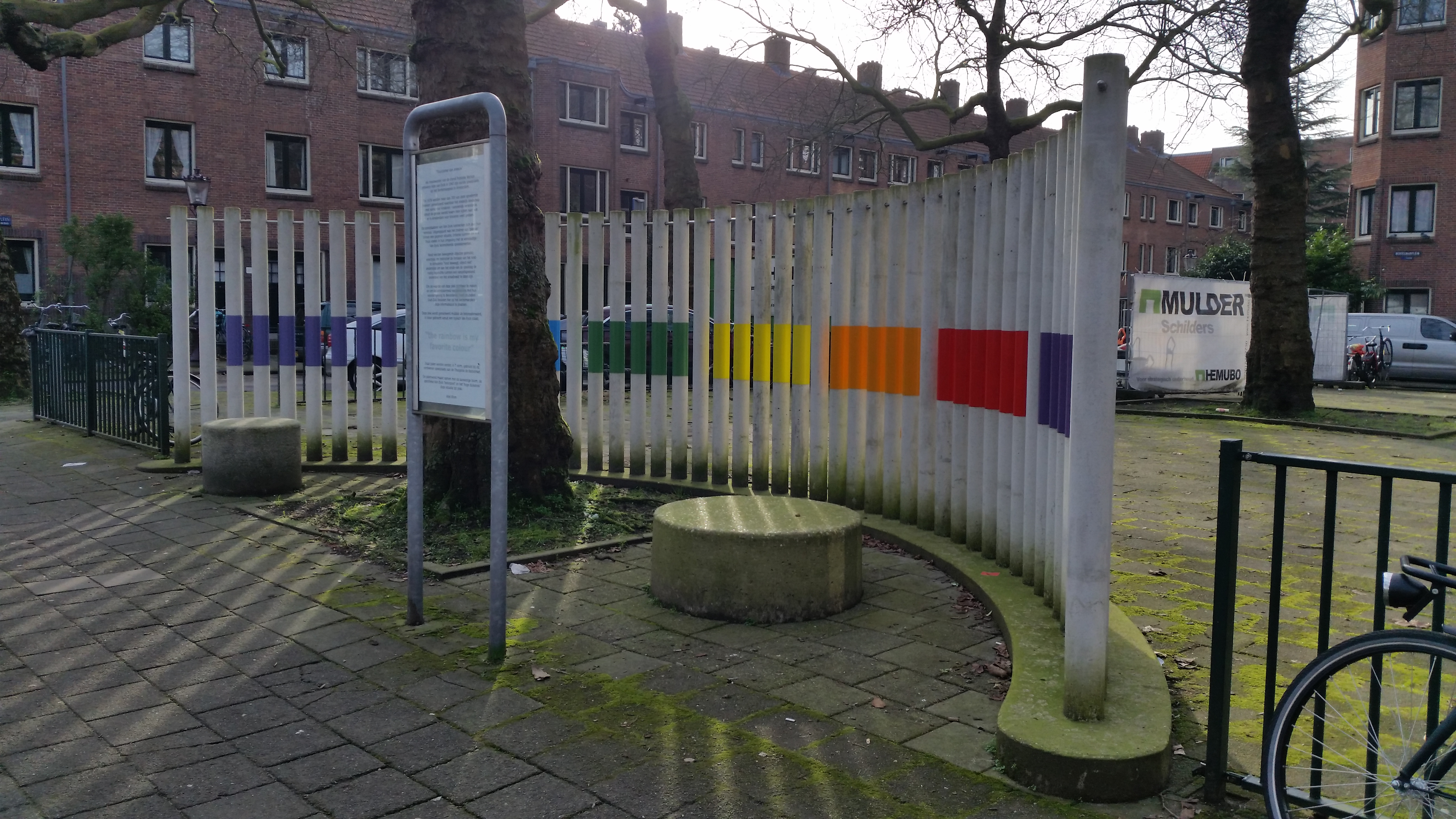
Palenwand Aldo van Eyck (januari 2020)

Het Bertelmanplein is een plein in Amsterdam-Zuid.

## Geschiedenis en ligging
Het plein kreeg haar naam per raadsbesluit van 9 juni 1921 en werd net als de nabijgelegen Bertelmanstraat vernoemd naar componist Jan George Bertelman. Het plein vormt een open ruimte op de kruising tussen de Bertelmanstraat en Bernard Kochstraat, ook die laatste is vernoemd naar een musicus Bernard Koch. De genoemde straten en plein zijn niet ingetekend op de tekening van Plan Zuid (1917) van Hendrik Petrus Berlage, maar grove indeling van de buurt is wel te zien; het werd bekend als de Noordwesthoek van het Plan Zuid II.
Het plein is naamgever van de Bertelmanpleinbuurt; de driehoek tussen Cornelis Krusemanstraat, Amstelveenseweg en het Noorder Amstelkanaal; exact het hoekje dat Berlage buiten zijn plan had gehouden.
In de jaren 1980 werd het plein een beruchte hangplek voor jongeren en in 1995 was er een incident, waarbij een 14-jarige jongen met een mes werd gestoken door een twee jaar ouder meisje. Het plein was ook de omgeving waar de crimineel Bolle Mario Magan Tier opgroeide en in 2015 werd geliquideerd.

## Gebouwen
De huisnummers lopen op van 1 tot en met 138, maar de oneven nummering houdt al op bij 41. Huisnnummers tussen 41 en 78 missen in het geheel. Dat verschil in het aantal huisnummers is te verklaren uit de indeling; oneven huisnummers staan aan de rechte straat aan de zuidoostkant, terwijl de even huisnummers aan de noordwestkant meegaan met het plein. De gehele Bertelmanbuurt, zowel straat als plein als omgeving, is volgebouwd met woningen ontworpen door architect Jop van Epen; alles stamt uit circa 1921 en werd gebouwd door drie verschillende woningbouwverenigingen (1 voor ACOB, 3 voor Rochdale en 3 voor AWV).
Alle woningen aan het plein vallen vanaf 1 november 1996 onder bescherming van rijksmonument (complexnummer 504905)
Er is een (grove) indeling gemaakt in de vier blokken:
- Bertelmanplein 1-13, Bernard Kochstraat 13-23, Bertelmanstraat 1-33, Des Présstraat 20-30 en Pieter Lastmankade (monument 504924)
- Bertelmanplein 2-18, Amstelveenseweg 167-171, Bernard Kochstraat 1-11, Bertelmanstraat 2-18, Cornelis Krusemanstraat 57-91 en Des Présstraat 14018 (monument 504969)
- Bertelmanplein 25-41, Bernard Kochstraat 52-66, Bertelmanstraat 55-73, Pieter Lastmankade 150-171, Willaertstraat 35-51 (monument 504988)
- Bertelmanplein 78-138, Amstelveenseweg 173-197, Bernard Kochstraat 2-46, Bertelmanstraat 76-106 en Willaertstraat 1-31 (monument 505031).

Het wordt daarbij gezien als architectuurhistorisch van belang mede vanwege de stedenbouwkundige elementen; een uit zeven bouwblokken bestaand woningcomplex binnen Plan Zuid II. Alle woningen passen binnen de verstrakte vorm van de Amsterdamse School.
De bebouwing aan het plein is nog allemaal oorspronkelijk; de indeling van het plein is onderhevig geweest aan verandering. Origineel liep de straat langs alle kanten van het plein, later (vermoedelijk jaren 80) was alleen de doorgaande Bertelmanstraat nog voor het verkeer, de rest werd voetgangersgebied. 

## Kunst
Aan de ene kant staan speeltoestellen uit de koker van Aldo van Eyck. Aan de andere kant staat een informatiezuil over diens werk. De zuil geeft begeleiding aan een palenwand, die de herinnering aan Aldo van Eyck levend moet houden. Leerling en collega van Van Eyck, Abel Blom (zoon van architect Piet Blom) schreef een tekst waarbij een toelichting wordt gegeven op zijn werk. De palen, die afkomstig zijn van een geruimde speelplaats nabij de Theophile de Bockstraat, zijn op heuphoogte in de kleuren van de regenboog beschilderd volgens een citaat van Van Eyck: "The rainbow is my favourite colour". De palenwand omringt twee springstenen en een boom, waarbij bij Van Eyck bomen meestal de speelplaats omringen.

## Afbeeldingen

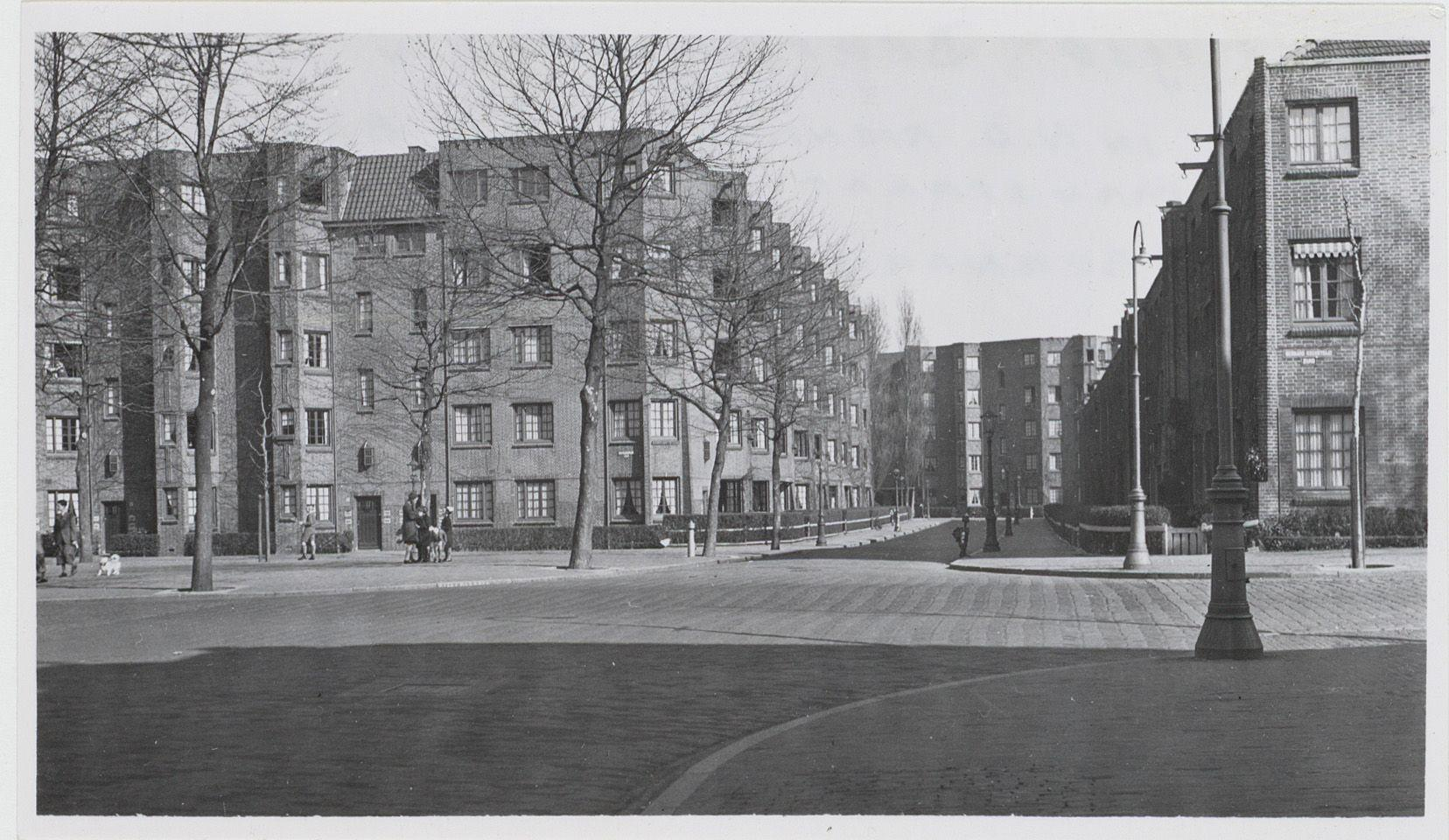
Bertelmanplein in 1938
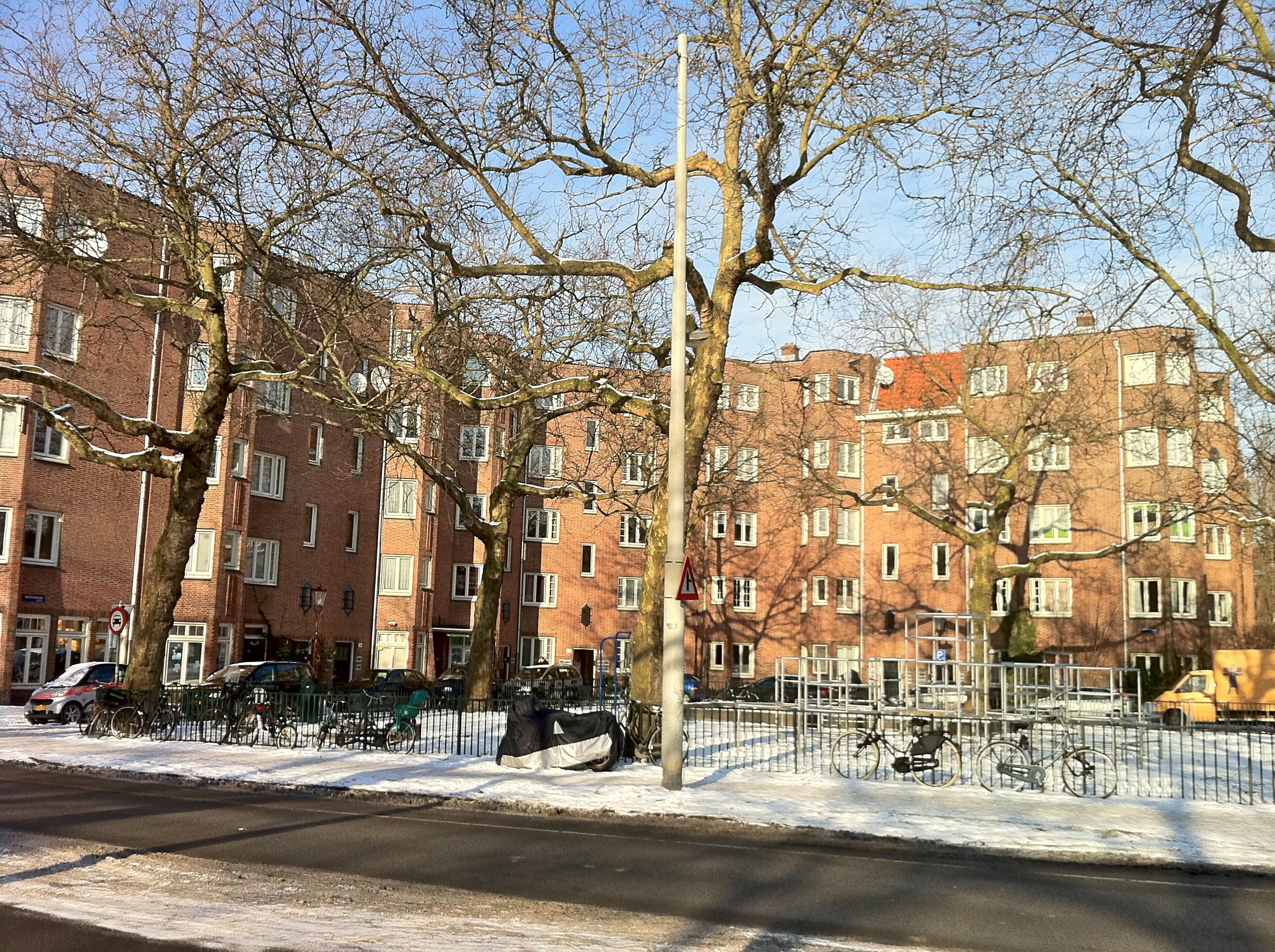
Bertelmanplein 2-18 in 2012 met daarvoor toestel van Van Eyck
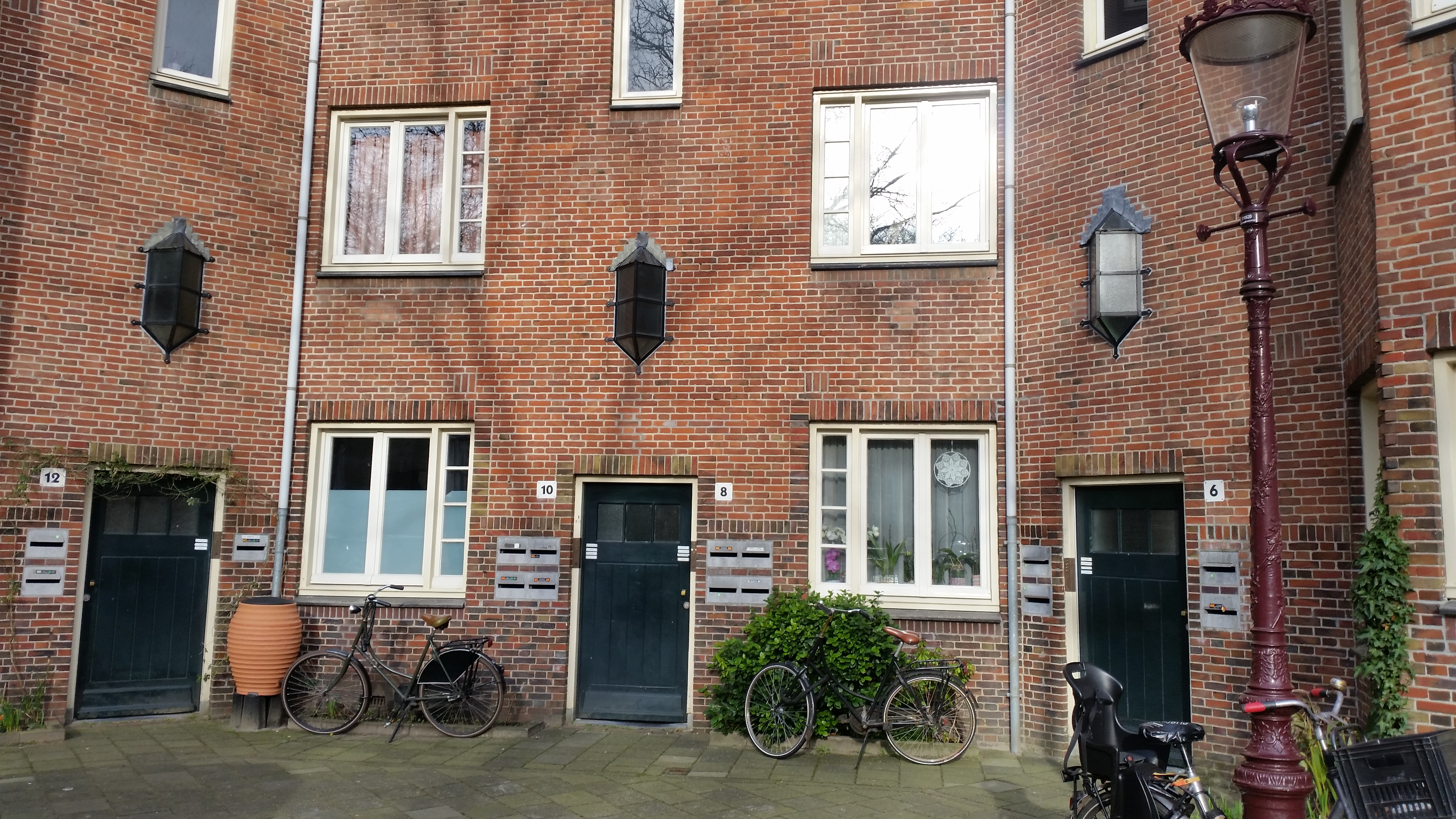
Bertelmanplein 6-12 (januari 2020)
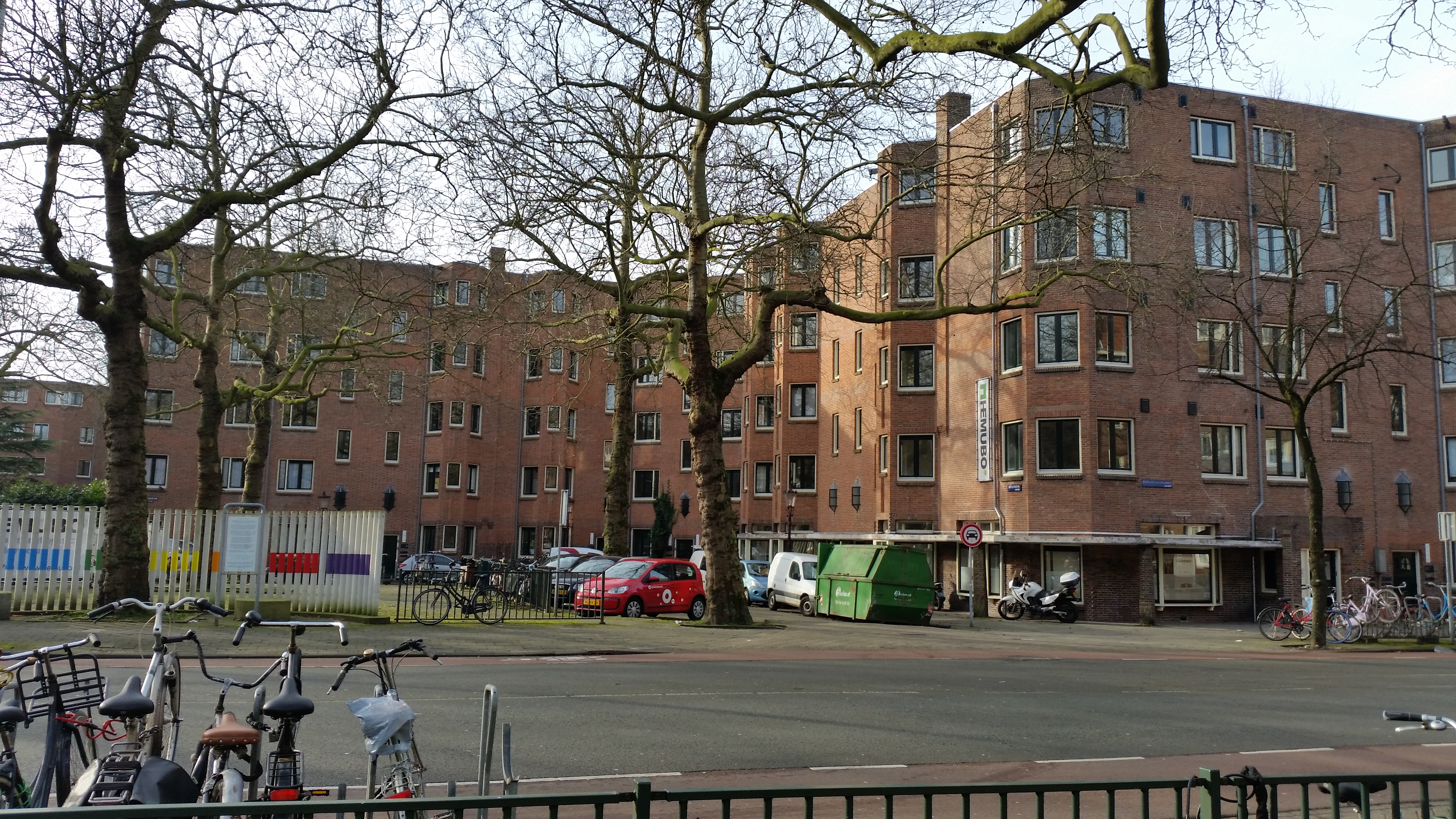
Bertelmanplein 78-138 (januari 2020)